# Youth in Revolt (band)
Youth in Revolt is een Amerikaanse post-hardcoreband, afkomstig uit Monmouth County, New Jersey.

## Biografie
De band werd opgericht in 2012 en bracht in juni 2014 haar debuut EP Love Is A Liar's Game uit. Ter promotie toerde de band dat najaar als voorprogramma van For All Those Sleeping en Capture the Crown. Hierna volgde een onderbreking, die werd onderbroken op 7 december 2015 met de aankondiging van Alex Ramos dat de formatie vele veranderingen zou ondergaan. Onder andere zanger True Arahill vertrok.
Op 21 september 2016 kwam de band dan terug met een cover van Ellie Goulding. Tanner Allen, Christian Coletti en Arvin Sarathy waren nieuw toegevoegd aan de formatie. Op 26 oktober 2016 werd dan hun debuutalbum The Broken aangekondigd, dat uiteindelijk in 2017 zou verschijnen.

## Personele bezetting
Huidige leden
- Kenny Idell (Torres) – niet-schone vocalen, gitaar (2012–heden)
- Alex Ramos – leidende gitaar, slaggitaar (2012–heden)
- Timothy Gilbert – bas (2019–heden)
- Devon Bosque – drums (2012–2014, 2019–heden)

Voormalige leden
- Scott Baker - drums (2014–2015)
- Arvin Sarathy - drums (2016–2019)
- Chris Coletti - gitaar (2016–2019)
- True Arahill - vocalen (2013–2015)
- George Shrouder - gitaar (2016–2019)

## Discografie
Studioalbums
- The Broken (2017)

Ep's
- Love Is a Liar's Game (2014)

Singles
- "There For You" (2014)
- "Dead Inside" (2014)
- "Where You Belong" (2014)
- "The Broken" (2017)
- "Not Giving Up" (2017)
- "Don't Wait for Me" (2017)